# Пінна благородна
Пінна благородна (Pinna nobilis) — вид прісноводних двостулкових молюсків родини Pinnidae.

## Поширення
Вид поширений у Середземному морі, де він мешкає біля узбережжя на глибинах від 0,5 до 60 м.

## Опис
Найбільший середземноморський двостулковий молюск, завдовжки від 30 до 50 см, максимально до 120 см. Мушля подовжена, клиноподібна. Залежно від глибини та місця проживання, раковина молюска може змінюватись за своєю формою. Гострим кінцем молюск прикріплюється до твердих предметів на морському дні за допомогою мережі з ниток бісусу. Тварина виділяє ці волокна зі своєї біссової залози; вони складаються з кератину та інших білків і можуть мати довжину до 6 см (2,4 дюйма). Внутрішня частина черепашки облицьована блискучим перламутром.